# Calceolaria plectranthifolia
Calceolaria plectranthifolia là một loài thực vật có hoa trong họ Calceolariaceae. Loài này được Walp. mô tả khoa học đầu tiên năm 1843.